# 16 a.C.
16 a.C. foi um ano bissexto do século I a.C. que durou 366 dias. De acordo com o Calendário Juliano, o ano teve início a um sábado e terminou a um domingo. as suas letras dominicais foram B e A.
| Ano completo                      |
| --------------------------------- |
| Ano bissexto com início ao sábado |

## Eventos
- Lúcio Domício Enobarbo e Público Cornélio Cipião, cônsules romanos.[1][2]
- Augusto dedica o Templo de Quirino em Roma, que ele havia reconstruído. O templo tinha setenta e seis colunas, a mesma idade do imperador.[3]
- Augusto vai à Gália, segundo Dião Cássio, porque ele havia ficado muito tempo em Roma, ou porque ele tinha um caso com Terência, a esposa de Mecenas, e queria poder viver com ela longe das fofocas.[4] Ele deixa Tauro como prefeito urbano.[5]
- Na noite seguinte à partide de Augusto, o Templo de Juvento é destruído pelo fogo, e são vistos vários portentos.[6]
- Agripa é enviado por Augusto para ser governador da Síria.[5][7][8] Herodes convida Agripa para visitar a Judeia, onde ele é recebido com honras.[9]
- As tribos alpinas dos camunos e vênios se rebelam, e são submetidas por Públio Sílio.[10]
- Os Panônios e os nóricos atacam a Ístria, mas são derrotados por Sílio, e se submetem.[11]
- Rebeliões na Dalmácia e Hispânia são rapidamente reprimidas.[12]
- A Macedônia é devastada por invasões dos dentéletos e dos escordicos.[12]
- Na Trácia, Marco Lólio com ajuda de Roemetalces, guardião dos seus sobrinhos, filhos de Cótis, subjugam os bessos.[12]
- Lúcio Galo conquista os sármatos e os obriga a voltar para além do rio Ister.[12]
- A maior guerra deste ano ocorreu na fronteira entre a Gália e a Germânia, e possivelmente foi o motivo que levou Augusto à Gália. As tribos germânicas sugambros, usípetes e têncteros capturaram alguns romanos em seu território e os crucificaram; em seguida, cruzaram o Reno, pilhando a Germânia e a Gália. Quando a cavalaria romana chegou, eles a emboscaram, deixando Lólio, o governador da província, em dificuldades.[13] Quando Augusto chegou, porém, os bárbaros se retiraram, aceitando a paz e deixando alguns reféns.[14]
- 191a olimpíada: 
  - Diódoto de Tiana, vencedor do estádio.[15][7]
  - Herodes, em viagem para a Itália para rever seus filhos, comparece os jogos olímpicos, e se torna um dos juízes. Ele faz uma doação, e é declarado como juiz perpétuo.[7]
- Em Roma, Herodes é recebido por César, e recebe de volta seus filhos que haviam sido educados.[7]
- Em Jerusalém, termina a construção do templo.[7]

## Mortes
- Emílio Mácer, poeta de Veronen, morre na Ásia.[7]